# Elmelunde Kohave
Elmelunde Kokave eller Kohaveskoven er en skov nord for Elmelunde by på Møn. Skoven tilhører godset Nordfelt. Klos op af skoven ligger Nordfeldt Strand - en smuk og stenet strand.
|  | Denne artikel om lokaliteten Elmelunde Kohave kan blive bedre, hvis der indsættes et (bedre) billede. Du kan hjælpe ved at afsøge Wikimedia Commons for et passende billede eller lægge et op på Wikimedia Commons med en af de tilladte licenser og indsætte det i artiklen. |

55°0′35″N 12°24′10″Ø / 55.00972°N 12.40278°Ø